# Telephone
«Telephone» — пісня американської співачки Lady Gaga з особливою участю співачки Бейонсе, другий сингл з третину EP альбому співачки «The Fame Monster». Випущений 15 лютого 2010 року.
Продюсерами синглу виступили Darkchild.